# (4909) Couteau
(4909) Couteau ist ein Asteroid des Hauptgürtels, der am 28. September 1949 von der französischen Astronomin Marguerite Laugier in Nizza entdeckt wurde.
Der Asteroid trägt den Namen des französischen Astronomen Paul Couteau.